# Citi Open 2021
Citi Open 2021 byl tenisový turnaj mužského okruhu ATP Tour, který se odehrával v areálu William H.G. FitzGerald Tennis Center na otevřených dvorcích s tvrdým povrchem Sportmaster. Po deseti letech probíhal bez profesionální části žen, mezi 31. červencem až 8. srpnem 2021, v americkém hlavním městě Washingtonu, D.C. Jednalo se o padesátý druhý ročník turnaje. V sezóně 2020 byl zrušen kvůli pandemii covidu-19.
Turnaj dotovaný 2 046 340 dolary se řadil do kategorie ATP Tour 500. Nejvýše nasazeným singlistou se stal třetí hráč žebříčku Rafael Nadal ze Španělska. Jako poslední přímý účastník do dvouhry nastoupil 114. tenista žebříčku, Američan Denis Kudla.
Třetí singlovou trofej na okruhu ATP Tour vybojoval Ital Jannik Sinner. V 19 letech se stal nejmladším vítězem turnaje z kategorie ATP 500, v níž se stal prvním šampionem v teenagerovském věku. Čtyřhru ovládl jihoafricko-japonský pár Raven Klaasen a Ben McLachlan, jehož členové vyhráli druhou společnou trofej.

## Rozdělení bodů a finančních odměn

### Rozdělení bodů
| Soutěž       | vítězové | finalisté | semifinalisté | čtvrtfinalisté | 16 v kole | 32 v kole | 32 v kole | Q  | Q2 | Q1 |
| ------------ | -------- | --------- | ------------- | -------------- | --------- | --------- | --------- | -- | -- | -- |
| dvouhra mužů | 500      | 300       | 180           | 90             | 45        | 20        | 0         | 10 | 4  | 0  |
| čtyřhra mužů | 500      | 300       | 180           | 90             | 0         | —         | —         | 45 | 25 | 0  |

### Finanční odměny
| Soutěž                              | vítězové  | finalisté | semifinalisté | čtvrtfinalisté | 16 v kole | 32 v kole | 64 v kole | Q2      | Q1      |
| ----------------------------------- | --------- | --------- | ------------- | -------------- | --------- | --------- | --------- | ------- | ------- |
| dvouhra mužů                        | 350 755 € | 178 500 € | 91 500 €      | 48 000 €       | 24 400 €  | 13 300 €  | 7 520 €   | 3 685 € | 1 970 € |
| čtyřhra mužů                        | 118 700 € | 60 000 €  | 30 500 €      | 15 970 €       | 8 250 €   | —         | —         | —       | —       |
| částka ve čtyřhře je uvedena na pár |           |           |               |                |           |           |           |         |         |

## Dvouhra mužů

### Nasazení
| Stát                             | Hráč                  | ATP | Nasazení |
| -------------------------------- | --------------------- | --- | -------- |
| Španělsko                        | Rafael Nadal          | 3.  | 1.       |
| Kanada                           | Félix Auger-Aliassime | 15. | 2.       |
| Austrálie                        | Alex de Minaur        | 18. | 3.       |
| Bulharsko                        | Grigor Dimitrov       | 21. | 4.       |
| Itálie                           | Jannik Sinner         | 23. | 5.       |
| Spojené království               | Dan Evans             | 27. | 6.       |
| Spojené království               | Cameron Norrie        | 29. | 7.       |
| USA                              | Reilly Opelka         | 36. | 8.       |
| Kazachstán                       | Alexandr Bublik       | 39. | 9.       |
| USA                              | Taylor Fritz          | 42. | 10.      |
| Austrálie                        | John Millman          | 44. | 11.      |
| USA                              | Sebastian Korda       | 47. | 12.      |
| Francie                          | Benoît Paire          | 49. | 13.      |
| Jižní Afrika                     | Lloyd Harris          | 51. | 14.      |
| Srbsko                           | Miomir Kecmanović     | 52. | 15.      |
| USA                              | Frances Tiafoe        | 54. | 16.      |
| Žebříček ATP k 26. červenci 2021 |                       |     |          |

### Jiné formy účasti
Následující hráčí obdrželi divokou kartu do hlavní soutěže:
- Jenson Brooksby
- Feliciano López
- Rafael Nadal
- Brandon Nakashima
- Jack Sock

Následující hráči postoupili z kvalifikace:
- Emilio Gómez
- Prajneš Gunneswaran
- Mitchell Krueger
- Illja Marčenko
- Ramkumar Ramanathan
- Elias Ymer

### Odhlášení
před zahájením turnaje
- Hubert Hurkacz → nahradil jej  Emil Ruusuvuori
- John Isner → nahradil jej  Andreas Seppi
- Aslan Karacev → nahradil jej  Daniel Elahi Galán
- Karen Chačanov → nahradil jej  Mackenzie McDonald
- Dominik Koepfer → nahradil jej  Ilja Ivaška
- Kwon Sun-u → nahradil jej  James Duckworth
- Jaume Munar → nahradil jej  Kevin Anderson
- Guido Pella → nahradil jej  Steve Johnson
- Albert Ramos-Viñolas → nahradil jej  Jordan Thompson
- Milos Raonic → nahradil jej  Ričardas Berankis
- Denis Shapovalov → nahradil jej  Jegor Gerasimov

## Čtyřhra mužů

### Nasazení
| Stát                                                                        | Hráč          | Stát        | Hráč          | ATP | Nasazení |
| --------------------------------------------------------------------------- | ------------- | ----------- | ------------- | --- | -------- |
| Austrálie                                                                   | John Peers    | Slovensko   | Filip Polášek | 36. | 1.       |
| Spojené království                                                          | Neal Skupski  | Nový Zéland | Michael Venus | 36. | 2.       |
| Indie                                                                       | Rohan Bopanna | Chorvatsko  | Ivan Dodig    | 53. | 3.       |
| Jižní Afrika                                                                | Raven Klaasen | Japonsko    | Ben McLachlan | 61. | 4.       |
| Žebříček ATP k 26. červenci 2021; číslo je součtem umístění obou členů páru |               |             |               |     |          |

### Jiné formy účasti
Následující páry obdržely divokou kartu do hlavní soutěže:
- Nick Kyrgios /  Frances Tiafoe
- Sam Querrey /  Jack Sock

Následující pár postoupil do hlavní soutěže z kvalifikace:
- Benoît Paire /  Jackson Withrow

### Odhlášení
před zahájením turnaje
- Juan Sebastián Cabal /  Robert Farah → nahradili je  Fabrice Martin /  Max Purcell
- Wesley Koolhof /  Jean-Julien Rojer → nahradili je  Grigor Dimitrov /  Tommy Paul
- Łukasz Kubot /  Marcelo Melo → nahradili je  Marcus Daniell /  Marcelo Melo
- Nikola Mektić /  Mate Pavić → nahradili je  Marcelo Arévalo /  Matwé Middelkoop
- Jamie Murray /  Bruno Soares → nahradili je  Sebastian Korda /  Jannik Sinner
- Rajeev Ram /  Joe Salisbury → nahradili je  Alexandr Bublik /  Andrej Golubjev]

## Přehled finále

### Mužská dvouhra
- Jannik Sinner vs.  Mackenzie McDonald, 7–5, 4–6, 7–5

### Mužská čtyřhra
- Raven Klaasen /  Ben McLachlan vs.  Neal Skupski /  Michael Venus 7–6(7–4), 6–4

## Ženská exhibice
V letech 2011–2019 byl Citi Open smíšený profesionální turnaj mužů a žen. Během koronavirové pandemie v sezóně 2020 se nekonal a v srpnovém termínu jej nahradily dvě dodatečně zařazené události v Lexingtonu a Praze. Do kalendáře WTA Tour 2021 se již nevrátil. Ženy se tak představily jen v rámci třídenní exhibice. Účastnická místa získaly Coco Gauffová, Jessica Pegulaová a Jennifer Bradyová, jíž později nahradila Viktoria Azarenková. Hrálo se v rámci základní skupiny. Namísto rozhodující třetí sady se konal 10bodový supertiebreak. Hráčka s nejvyšším počtem výher se stala vítězkou akce dotované 25 tisíci dolary. V případě rovnosti rozhodoval vyšší počet vyhraných setů a poté her. Gauffová nejdříve porazila Azarenkovou 6–3, 6–1. Azarenková se, po odstoupení Bradyové, měla další den utkat s Pegulaovou, ale odstoupila pro zranění kotníku. Pegulaová následně zdolala Gauffovou  4–6, 7–5 a [10-8], čímž exhibici vyhrála.